# مها زين
مها زين (2 فبراير 1987 -)، ممثلة يمنية تعيش في السعودية.

## عن حياتها
ولدت وعاشت طفولتها في السعودية بالعاصمة الرياض لأب يمني وأم مصرية. حاصلة على درجة البكالوريوس في الاعلام قسم الصحافة من جامعة صنعاء في الرياض، كما حصلت على شهادة من دورات التكامل الفكري الإنساني. دخلت مجال التمثيل في عام 2006 بعدما رشحتها زميلتها بالكلية للممثلة أمل حسين والتي كانت تبحث عن موديل للمشاركة في مجموعة من الإعلانات، وحينما شعرت بموهبتها طلبت منها المشاركة في مسلسل غشمشم وتوالت أعمالها بعد ذلك، ومن أشهر أدوارها «موضي» في مسلسل العاصوف. كما عملت في قناة «صحة» كمذيعة ومعدة للبرامج.

### مشاركتها في مسابقة ملكة جمال
في عام 2013 مثلت بلدها اليمن في مسابقة ملكة جمال العربيات المقيمات في أمريكا، وقد وصلت إلى النهائيات.

## أعمالها

### في التلفاز
| سنة الإنتاج | اسم المسلسل                            | الشخصية    |
| ----------- | -------------------------------------- | ---------- |
| 2006        | غشمشم                                  |            |
| 2008        | بيني وبينك - الجزء الثاني              |            |
| 2009        | كوميدو                                 | عدة شخصيات |
| 2009        | طاش ما طاش - الجزء 16                  | عدة شخصيات |
| 2009        | أبجد هوز                               | سارة       |
| 2010        | وش وشه                                 |            |
| 2010        | 37 درجة مئوية - الجزء الثاني           |            |
| 2014        | كلام الناس - الجزء الثالث              |            |
| 2018        | العاصوف الجزء الثاني 2019، الثالث 2022 | موضي       |

### في السينما
| سنة الإنتاج | الفيلم | الشخصية |
| ----------- | ------ | ------- |
| 2012        | صمت    |         |
| 2012        | خروج   | أم جوري |

## الجوائز
- 2012:  السعودية - جائزة أفضل ممثلة من مهرجان «روتانا أفلام» عن أدوارها في فيلمي «خروج» و«صمت».[4]